# Bute

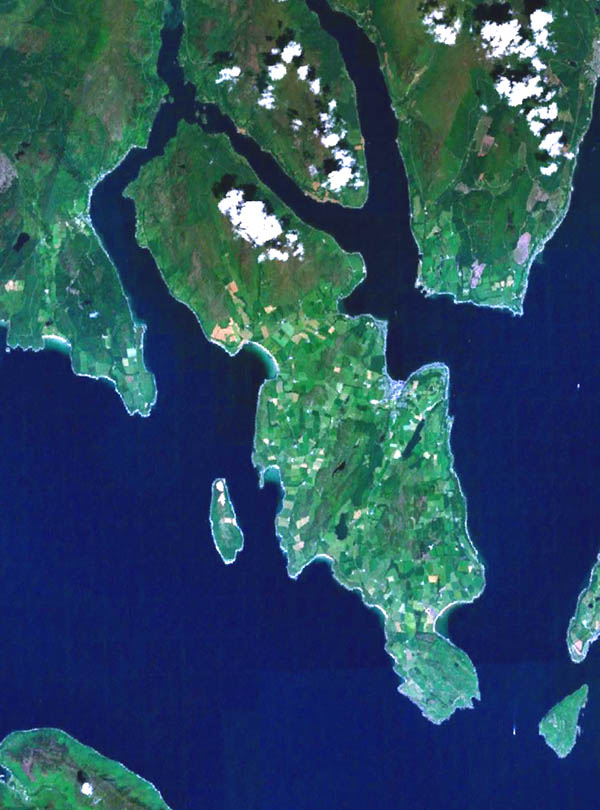
Satelitní snímek ostrova Bute

Bute (anglicky Isle of Bute, ve skotské gaelštině Eilean Bhòid nebo An t-Eilean Bòdach) je ostrov v zálivu Firth of Clyde na západním pobřeží Skotska. Administrativně patří pod hrabství Argyll a Bute. Od poloostrova Cowal je Bute na severu oddělen úzkým průlivem Kyles of Bute.
V roce 2011 žilo na ostrově 6498 obyvatel, populace poklesla za 10 let cca o 10 %, ačkoli celkově populace na skotských ostrovech mírně vzrostla. Rozloha činí 122 km2. Je pátým nejlidnatějším a 13. největším skotským ostrovem.
Základem ekonomiky ostrova je zemědělství a turistický ruch spolu s rybářstvím a lesnictvím.

## Název
Význam jména ostrova je neznámý, může se vztahovat k staronorskému výrazu pro signální oheň na pobřeží (bót), ale možné jsou i jiné významy.
V době vikingského panství se Bute nazýval Rothesay, se staronorskou příponou ey pro ostrov. Jméno Rothesay nese dnes největší sídlo na ostrově.

## Historie
Bute je obydlen od prehistorických dob, náhrdelník objevený na ostrově je datován okolo roku 2000 př. n. l. Z doby bronzové pocházejí kamenné kruhy, z doby železné zbytky vesnic. Bute byl osídlen gaelským obyvatelstvem a přičleněn ke království Dál Riada, později byl součástí Ostrovního království norských vikingů.
V 13. století se stal vlastnictvím pánů z Argyllu, i když se jej Norové snažili získat zpět. Až na konci století definitivně přešel pod kontrolu skotských králů.
V letech 1661 – 1662 na ostrově proběhly čarodějnické procesy.
V době druhé světové války byl Bute námořní základnou, mj. se zde cvičily posádky miniponorek, které zaútočily na německou bitevní loď Tirpitz. Byly zde též dislokovány polské jednotky.

## Přírodní podmínky
Povrch ostrova je kopcovitý, s nejvyšším vrcholem Windy Hill vysokým 278 m. Půda vhodná k obdělávání je v centrální části. Na západní straně se nacházejí písčité pláže, na severu jehličnaté lesy. Podloží je převážně pískovcové s vulkanickými prvky.
Žije zde spárkatá zvěř, zajíci, na pobřeží kolonie tuleňů.

## Doprava
Ostrov je ze dvou směrů dostupný trajekty ze skotské pevniny.